# Lawrence Millman
Pour les articles homonymes, voir Millman.
Lawrence Millman (né le 13 janvier 1948 à Kansas City dans le Missouri) est un auteur de récits de voyages, écrivain et mycologue américain. Il réside à Cambridge (Massachusetts).
Il a publié de nombreux livres, parmi lesquels Our Like Will Not Be There Again, Northern Latitudes - Prose Poems, Last Places (traduit en français sous le titre de Coins perdus), An Evening Among Headhunters, A Kayak Full of Ghosts, Lost in the Arctic et Fascinating Fungi of New England. Il a également écrit pour les revues Smithsonian, National Geographic Adventure, Atlantic Monthly, Sports Illustrated, et Islands. Il a remporté plusieurs prix, dont un Northern Lights Award, un Lowell Thomas Award, un prix du meilleur article sur le Canada dans une publication britannique en 1996, et un Pacific-Asia Gold Travel Award ; il a figuré trois ans d'affilée dans l'anthologie du Best American Travel Writing (Houghton Mifflin).
Millman est titulaire d'un doctorat en littérature de l'Université Rutgers. Membre du prestigieux Explorers Club, il a mené à bien plus de 30 voyages dans l'Arctique et les régions subarctiques. Il a découvert un lac inconnu à Bornéo, et une montagne porte son nom dans le Groenland oriental, près de Tasiilaq.

## Œuvres traduites en français
- Coins perdus : un parcours dans l'Atlantique nord (titre original : Last Places), Terres d'aventure, 1995  (ISBN 2-7427-0475-2)
- Jesse le héros [« Hero Jesse »], trad. de Christophe Claro, Paris, Sonatine Éditions, 2018, 208 p.  (ISBN 978-2-355-84670-0)